# Paramiopsalis ramblae
Espèce
Paramiopsalis ramblae est une espèce d'opilions cyphophthalmes de la famille des Sironidae.

## Distribution
Cette espèce est endémique des Asturies en Espagne. Elle se rencontre vers Cangas del Narcea.

## Description
Le mâle holotype mesure 1,56 mm et la femelle paratype 1,40 mm.

## Étymologie
Cette espèce est nommée en l'honneur de María Rambla Castells.

## Publication originale
- Giribet, Benavides & Merino-Sáinz, 2017 : « The systematics and biogeography of the mite harvestman family Sironidae (Arachnida : Opiliones : Cyphophthalmi) with the description of five new species. » Invertebrate Systematics, vol. 31, no 4, p. 456–491.